# Uhlea, Teceu
Uglea (în ucraineană У́гля, maghiară Uglya) este localitatea de reședință a comunei Uglea din raionul Teceu, regiunea Transcarpatia, Ucraina. Conform recensământului Austro-Ungar din 1910, majoritatea populației era formată din români.

## Demografie
Componența lingvistică a localității Uhlea
     Ucraineană (99,55%)
     Alte limbi (0,44%)
Conform recensământului din 2001, majoritatea populației localității Uhlea era vorbitoare de ucraineană (99,55%), existând în minoritate și vorbitori de alte limbi.